# 同志社大学大学院理工学研究科・理工学部
同志社大学大学院理工学研究科は、同大学院の研究科の1つであり、理工学部は同大学の学部である。元々は1890年に設立された同志社波理須理化学校（1912年に廃止）を源流とする工学部であり、2008年に工学部を改組して設立された。大学院の専攻としては6専攻、学部の学科としては10学科が置かれている。
キャンパスは京田辺キャンパス。

## 専攻と学科
大学院
- 情報工学専攻
- 電気電子工学専攻
- 機械工学専攻
- 応用化学専攻
- 数理環境科学専攻

学部
- インテリジェント情報工学科[3]
- 情報システムデザイン学科[3]
- 電気工学科[3]
- 電子工学科[3]
- 機械システム工学科[3]
- エネルギー機械工学科[3]
- 機能分子・生命化学科[3]
- 化学システム創成工学科[3]
- 環境システム学科[3]
- 数理システム学科[3]

2021年度の学部の入学定員は756人

## 留学とその他の取り組み
海外留学の協定校は、以下の４校がある。
- エコールセントラル国立理工科学院連合（EC）
- パリ市立工業物理化学大学院大学（ESPCI）
- ミラノ工科大学
- マドリッド工科大学

## 概要
米国アーモスト大学で「理学士」の学位を取得し帰国した新島襄は、同志社英学校に続き「理工学」の学校を創ろうとした。その後、新島襄が永眠した1890年の9月、日本初の私立高等科学教育機関として波理須理化学校が開校した（2年後に波理須理科学校と改称）。しかし経営難のため1897年に学課程度を引き下げて同志社高等学部の一部に組み込まれた。
現在の理工学部の前身は、1944年に設置された同志社工業専門学校（電気通信科、機械科、化学工業科）であり、1949年に新制大学の一学部として同志社大学工学部に改組された。
1994年には、今出川キャンパスから京田辺キャンパスへの統合移転に伴い、知識工学科（現在のインテリジェント情報工学科）を設置、さらに2004年には情報システムデザイン学科、環境システム学科を加え、同志社大学工学部は9学科の編成となった。
2008年には、同志社大学工学部は、数理システム学科を加え、情報、電気、機械、化学、環境、数理の6系10学科からなる「理工学部」に、工学研究科は2012年に情報工学、電気電子工学、機械工学、応用化学、数理環境科学の5専攻からなる「理工学研究科」に生まれ変わった。
同志社大学理工学部の教育理念は、新島襄が語った「人間のための科学技術」という言葉を尊重し、「良心を手腕に運用し、地の塩、世の光として各界で活躍できる人物を育てる」という同志社の建学の精神と、「科学的に探究する能力と態度を兼ね備え、主体性、多様性、協働性を軸に社会に貢献できる人物を育成すること」を目指している。
技術を経営に活かし、企業のイノベーションを促進する人材育成のために、ビジネス研究科と提携したMOT（Management of Technology）が設けられている。また、2010年9月に生命医科学部と共同で設置されたISTC（国際科学技術コース）があり、外国人留学生や海外で学んだ日本人を対象としている。
その他にも、連携大学院制度が採り入れられており、理化学研究所や独立行政法人産業技術総合研究所といった組織や、多くの企業と提携している。それ以外には、GRM（グローバル・リソース・マネージメント）といって、新興国や困難国・地域で、地域の住民と同じ目線で諸問題の解決を行う、文理融合型のリーダーを育成するプログラムも設けられている。理工学研究科は、このプログラムの基幹研究科である
。

## 沿革
大学院
修士（前期）課程
1955年
- 工学研究科として設置
- 電気電気工学専攻開設
- 機械工学専攻開設
- 工業科学専攻開設

1998年 
- 知識工学専攻開設
- 物理環境科学専攻開設

2008年 
- 知識工学専攻を情報科学専攻に改称
- 電気工学専攻を電気電子工学専攻に改称

2012年 
- 工学研究科を理工学研究科と改称
- 工業科学専攻を応用科学専攻に改称

博士（後期）課程
1957年 
- 電気工学専攻開設
- 機械工学専攻開設

1959年 
- 工業科学専攻開設

2000年 
- 知識工学専攻開設

2008年 
- 知識工学専攻を情報科学専攻に改称
- 電気工学専攻を電気電子工学専攻に改称

2009年
- 物理環境科学専攻開設

2012年 
- 工業科学専攻を応用科学専攻に改称

学部

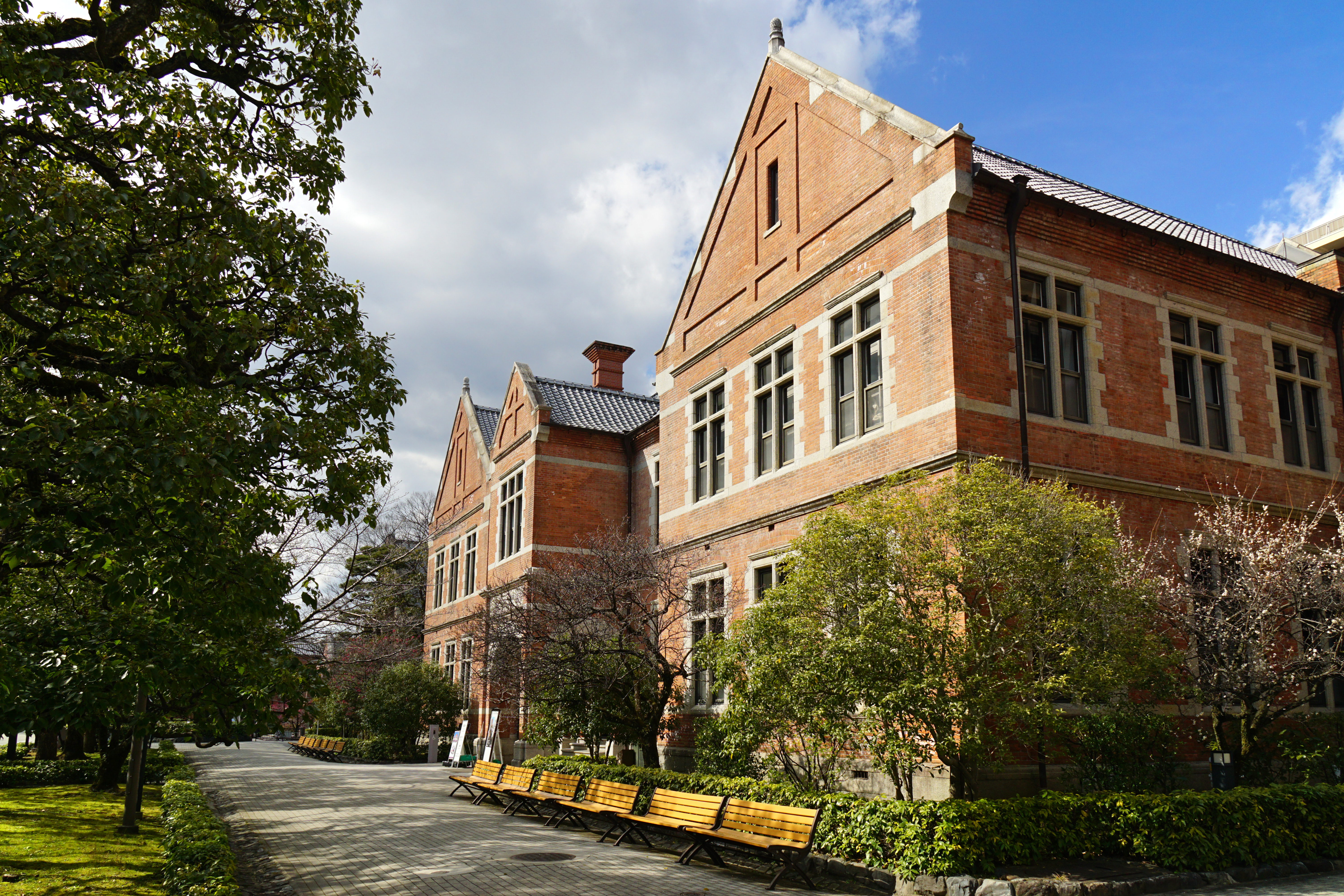
ハリス理化学館

- 1890年 「同志社波理須理化学校」を設立[13]。波理須（ハリス）は、寄付者のコネティカット州の富豪 J.N.ハリスに因む[14]。ハリスは農民から身を起こし成功した実業家で、熱心なクリスチャンでもあり、新島の理科学校設立に賛同し、自身の名を冠すことを条件に10万ドルを寄付した[14]。
- 1892年 「同志社波理須理科学校」と改称、薬学科を設置[15]。
- 1896年 薬学科を廃止[16]。
- 1897年 同志社高等学部波理須理科学校に改制[1]。
- 1904年 同志社高等学部文科学校と同志社高等学部波理須理科学校を合併し、専門学校令による同志社専門学校を設置[1]。
- 1912年 同志社専門学校を廃止[1]。
- 1944年 同志社工業専門学校を設立。電気通信科、機械科、化学工業科を設置[1]。
- 1949年 同志社工業専門学校を改組し、「同志社大学工学部」を設立。電気学科、機械学科、工業化学科を設置[1]。
- 1952年 同志社工業専門学校廃止[1]。
- 1962年 電気学科を電気工学科に、機械学科を機械工学科に、それぞれ改名[1]。
- 1963年 電子工学科、機械工学第二学科、化学工学科を設置[1]。
- 1994年 知識工学科を設置。工学部機械工学科を機械システム工学科に、機械工学第二学科をエネルギー機械工学科に、それぞれ改名。工業化学科を機能分子工学科に、化学工学科を物質化学工学科にそれぞれ改組[1]。
- 2001年 工業化学科及び化学工学科を廃止[1]。
- 2004年 情報システムデザイン学科及び環境システム学科を設置[1]。
- 2006年 知識工学科をインテリジェント情報工学科に改名[1]。
- 2008年 工学部を理工学部に改組。インテリジェント情報工学科、情報システムデザイン学科、電気工学科、電子工学科、機械システム工学科、エネルギー機械工学科、機能分子・生命化学科、化学システム創成工学科、環境システム学科、数理システム学科を設置[1]。

## 研究施設
学際的研究拠点
- モビリティ研究センター
- 高機能微粒子研究センター
- 国際インフラシステム研究センター
- 電磁回路システム研究センター

中核的研究拠点
- 先端複合材料研究センター
- ナノ・バイオサイエンス研究センター
- 先端パワートレイン研究センター
- 宇宙医科学研究センター
- バイオマイクロフルイディクサイエンス研究センター
- 人工知能工学研究センター

## 学部長
- 白川善幸

## 著名な出身者

### 政治
- 首藤勝次 -  大分県竹田市長、元大分県議会議員

### 経済
- 飯村幸生 - 芝浦機械会長CEO、日本工作機械工業会会長
- 石村繁一 - ナムコ社長
- 角倉護 - カネカ元社長、日本ソーダ工業会元会長、塩ビ工業・環境協会元会長
- 佐藤和弘 - ジェイテクト社長
- 菖蒲田清孝 - マツダ会長
- 丹下大 - SHIFT創業者・社長
- 辻本秀幸 - マクロミル元社長、ヴァリューズ社長
- 中川勝博 - ITX元会長、ビッグローブ元会長兼社長
- 中川清貴 - 丸善CHIホールディングス社長、丸善ジュンク堂書店社長
- 藤原清志 - マツダCOO
- 宮下弘 - 全国農業協同組合連合会元理事長
- 山口悟郎 - 京セラ会長、元社長、日本ファインセラミックス協会会長、太陽光発電協会代表理事
- 中島規巨 - 村田製作所社長
- 井植敏 - 三洋電機元会長兼CEO、元社長
- 渡邉義章 - 日産車体元社長、日本自動車車体工業会元会長

### 研究
- 雨谷昭弘 - 工学、モントリオール理工科大学教授、元電気学会副会長、米国電気電子学会名誉会員
- 大島隆義 - 物理学、名古屋大学名誉教授
- 大向一輝 - 情報学、東京大学准教授、創造事業スーパークリエーター
- 岡畑恵雄 - 工学、元東京工業大学教授、日本IBM科学賞、研究費詐取で逮捕
- 加藤与五郎 - 科学者、東京工業大学名誉教授、フェライトの父、同志社ハリス理科学校卒業
- 鈴木達治 - 科学者、教育者、横浜高等工業学校初代校長、同志社ハリス理科学校卒
- 高橋和利 - 生物学、京都大学准教授、ニューヨーク幹細胞基金ロバートソン賞
- 羽曾部卓 - 化学、慶應義塾大学教授
- 松岡敬 - 工学、元同志社大学学長、同志社校友会会長
- 三木光範 - 工学、同志社大学教授
- 三宅驥一 - 植物学、東京帝国大学教授、同志社ハリス理科学校卒
- 山崎舜平 - 工学、半導体エネルギー研究所代表取締役、紫綬褒章、紺綬褒章
- 山本哲彦 - 工学、琉球大学名誉教授
- 渡辺好章 - 工学、同志社大学教授、日本音響学会会長

### 芸能
- 片岡我當 - 歌舞伎役者
- 諏訪雅 - 俳優
- 井上博 - 歌手
- 山崎和佳奈 - 声優、ナレーター、女優

### アナウンサー
- 四家秀治 - 元テレビ東京アナウンサー
- 山本健太 - 日本テレビアナウンサー

### その他
- 横井軍平 - ゲームクリエイター、元任天堂開発第一部部長
- 有明夏夫 - 小説家、直木賞受賞、中退
- 京建輔 - 作曲家、古賀政男記念音楽大賞、藤田まさと賞
- 山岡信貴 - 映画監督、ぴあフィルムフェスティバル審査員特別賞
- 上田誠 - 劇作家、岸田國士戯曲賞

## 交通アクセス
京田辺キャンパス
住所：京都府京田辺市多々羅都谷1-3
- 近鉄電車「興戸駅」から徒歩15分

- 近鉄電車「新田辺駅」からバス・タクシーで10分

- 近鉄電車「三山木駅」からバスで7分

- JR学研都市線「同志社前駅」から徒歩10分